# Dusona woodi
Dusona woodi är en stekelart som först beskrevs av Henry Lorenz Viereck 1926.  Dusona woodi ingår i släktet Dusona och familjen brokparasitsteklar. Inga underarter finns listade i Catalogue of Life.